# Ruprecht II. Lubinský
Ruprecht II. Lubinský (1396/1402, Chojnów – 24. srpen 1431) byl lubinský a hajnovský kníže pocházející z rozrodu slezských Piastovců. V letech 1422 až 1431 byl generálním převorem české provincie johanitů.

## Život
Byl synem břežsko-lehnického knížete Jindřicha IX. a jeho manželky Anny, dcery těšínského knížete Přemysla I. Nošáka. 
Po smrti svého otce a dělení s bratry Václavem a Ludvíkem získal v roce 1419 či 1420 Lubinsko s Hajnovem. Spolu s bratry roku 1420 uzavřel se strýcem Ludvíkem II. Břežský, později Lehnickým, dědickou smlouvu, kterou si nechali roku 1424 potvrdit stavy svých knížectví.
Byl členem řádu johanitů, komturem v Malé Olešnici a od roku 1422 převorem české řádové provincie. Spolu s vratislavským biskupem Konrádem IV. Olešnickým stál v čele vojska, které se v bojích u Nisy 18. března 1428 neúspěšně postavilo husitům.
Zemřel roku 1431 neženat a bezdětný a jeho dědicem se stal jediný přeživší bratr Ludvík III.